# かしこ (仮名)
 (かしこ) は、平仮名の一つである。

## 字源
「𛀙しこ」の合字である。

## 用例
- 1890年 https://dl.ndl.go.jp/info:ndljp/pid/866931/3
- 1896年 https://dl.ndl.go.jp/info:ndljp/pid/866301/132
- 1908年 https://dl.ndl.go.jp/info:ndljp/pid/874846/114

## 符号位置
令和3年9月現在、Unicode未収録である。